# نهر كوبينا

خريطة حوض دفينا الشمالي. يظهر من خلاله نهر كوبينا.

كوبينا (بالروسية: Кубена)‏ هو نهر يقع في مقاطعة كونوشكي في أرخانجيلسك أوبلاست، وفوزيجودسكي وسيامجينسكي وخاروفسكي وسوكولسكي وأوست كوبينسكي في مقاطعة فولوغدا في روسيا. يبلغ 368 كيلومتر (229 ميل) ومساحة حوضه 11,000 كيلومتر مربع (4,200 ميل2). كوبينا هو الرافد الرئيسي لبحيرة كوبنسكوي، وينتمي إلى أحواض سوخونا والبحر الأبيض.
تقع مدينة خاروفسك على الضفة اليسرى للنهر. يقع قرية أوستي ومنطقة أوست كوبينسكي وفولوغدا أوبلاست والمركز الإداري لمنطقة أوست كوبينسكي في مصب كوبينا.
يتألف حوض نهر كوبينا من مساحات شاسعة في وسط إقليم فولوغدا وفي جنوب إقليم أرخانجيلسك، ويفصل بين أحواض نهري أونيجا في الغرب وفاجا في الشرق. توجد أربعة مراكز في منطقة فولوغدا أوبلاست وسيامزا وخاروفسك وأوستي في حوض كوبينا.
يقع منبع كوبينا في التلال جنوب مستوطنة كونوشا. يتدفق النهر جنوبًا، ويدخل منطقة فولوغدا أوبلاست، ويتحول إلى الشمال الشرقي، ويعبر منطقة فوزيجودسكي، ثم يتجه إلى الجنوب الغربي.
أدنى امتداد لنهر كوبينا يبلغ طوله 21 كيلومتر (13 ميل)، مدرج في سجل المياه الحكومي في روسيا على أنه صالح للملاحة، ومع ذلك لا يوجد نقل للركاب.

## روابط خارجية
- [ru:Река Кубена (Кубина)] (بالروسية). State Water Register of Russia https://web.archive.org/web/20201114171456/http://textual.ru/gvr/index.php?card=158114. Archived from the original on 2020-11-14. Retrieved 2011-10-20. {{استشهاد ويب}}: |trans-title= بحاجة لـ |title= أو |script-title= (help) and |مسار أرشيف= بحاجة لعنوان (help)